# Йосип Костовски
Йосип Костовски (на македонска литературна норма: Jосип Костовски) е югославски партизанин, офицер, генерал-лейтенант от Социалистическа федеративна република Югославия.

## Биография
Роден е на 19 ноември 1926 г. във Велес. През 1937 г. завършва четири класа от гимназията, а през 1941 г. завършва малка матура в Гражданско училище. През 1943 г. завършва окончателно гимназия (2 класа). От април 1944 г. участва в Комунистическата съпротива в Югославия. До май 1945 г. е партизанин. След войната през 1945 г. е назначен за командир на батальон. На следващата година е произведен в чин поручик. До 1951 г. е командир на батальон. През 1949 г. завършва Подофицерска школа. От 1951 до 1953 г. е оперативен офицер в оперативната сектор на трета армейска област. В периода 1953 – 1958 г. е командир на батальон. През 1958 г. завършва Висшата военна академия на Сухопътните войски на ЮНА. След това до 1963 г. е преподавател по тактика във Военна академия на ЮНА. През 1963 г. завършва Военна школа. Между 1963 и 1964 г. е преподавател по тактика във Висша военна академия на ЮНА. От 1964 до 1966 г. е командир на пехотна дивизия. След това до 1968 г. е началник-щаб на дивизия. От 1968 до 1969 г. е командир на пехотен полк. В периода 1969 – 1974 г. е командир на пехотна дивизия. Между 1974 и 1978 г. е заместник-командир по тила на втора армия. Между 1978 и 1980 г. е Инспектор на Сухопътните войски в Генералната инспекция за народна отбрана (ГИНО). В периода 1980 – 1983 г. е началник на Управлението на пехотата в Генералния щаб на ЮНА. Умира на 6 юли 1998 г.

## Военни звания
- Поручик (1946)
- Капитан (1947)
- Майор (1956)
- Подполковник (1958), предсрочно
- Полковник (1965)
- Генерал-майор (1971)
- Генерал-лейтенант (1977), предсрочно

## Награди
- Орден за храброст, 1946 година;
- Орден за заслуги пред народа със сребърна звезда, 1946 година.
- Орден за военни заслуги със сребърни мечове, 1955 година;
- Орден за военни заслуги със златни мечове, 1965 година;
- Орден на Народната армия със златна звезда, 1969 година;
- Орден на братството и единството със сребърен венец, 1961 година;
- Орден за военни заслуги с голяма звезда, 1978 година;
- Орден на Народната армия с лавров венец, 1983 година.